# Bioparc Fuengirola

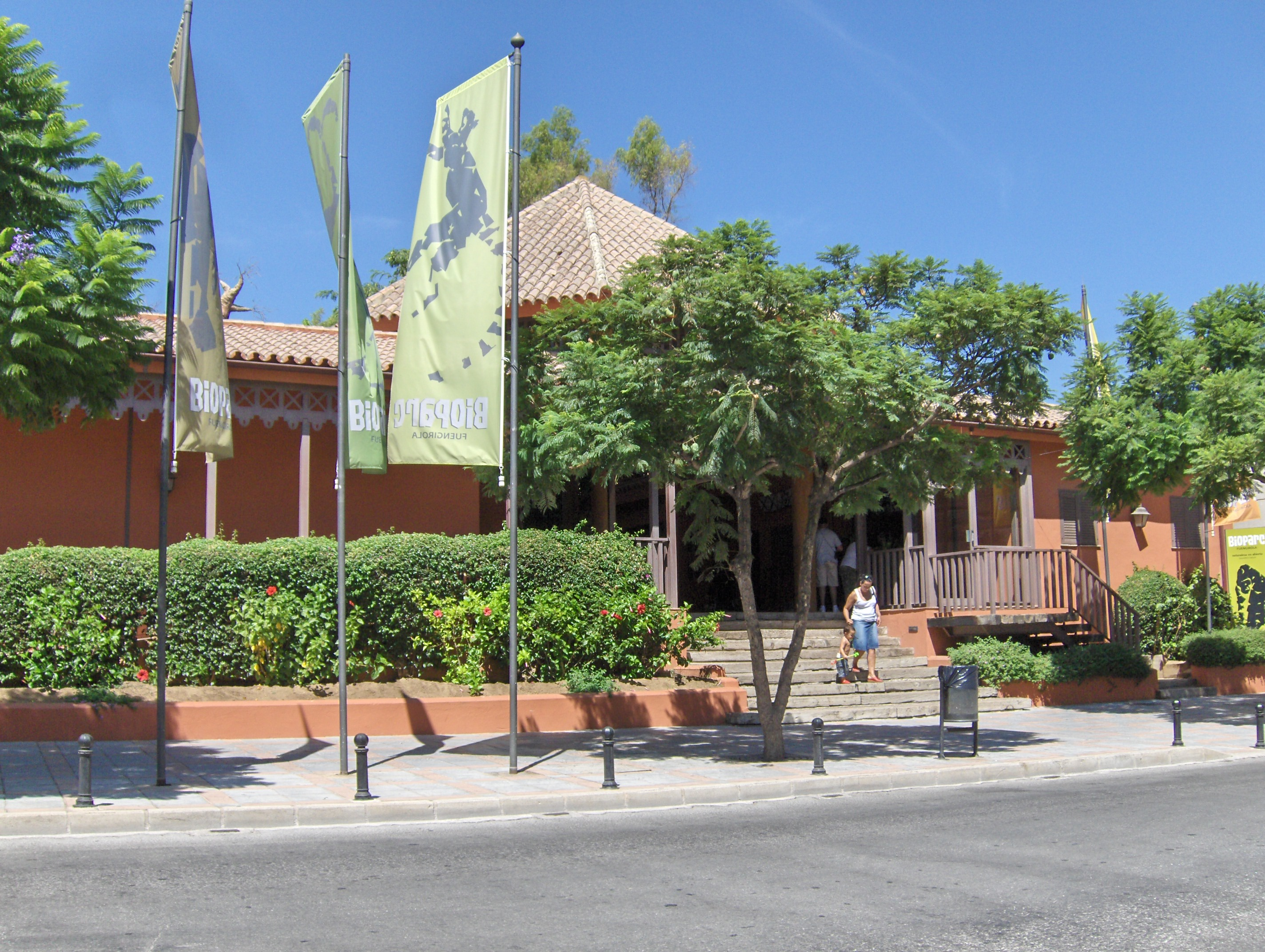
L'ingresso nel 2010

Il Bioparc Fuengirola è uno zoo situato nella Avenida de Camilo José Cela della località di Fuengirola, Provincia di Malaga (Spagna), dedicato integralmente alla conservazione delle specie tropicali e adattate agli ambienti selvatici, principalmente dell'Asia e dell'Africa.
È stato inaugurato nel 1978 e ristrutturato nel 1999, ha poi cambiato la sua su classica denominazione di Zoo de Fuengirola in "Bioparc Fuengirola" data la sua unione con il Bioparc di Valencia nel 2010.

## Conservazione
Collabora con la Associazione europea di zoo e di acquari (EAZA) in vari progetti di conservazione, come quello dedicato alla fauna del Madagascar, così come quello dell'allevamento di specie in pericolo di estinzione: ippopotamo pigmeo, gorilla di pianura occidentale, orango del Borneo, lemuri, etc.
Nell'ambito del programma EEP è nato in questo zoo un esemplare di gibbone dalle guance rosa (Nomascus gabriellae) nell'anno 2007 e uno di leopardo dello Sri Lanka (Panthera pardus kotiya).

## Specie per zona

### Madagascar

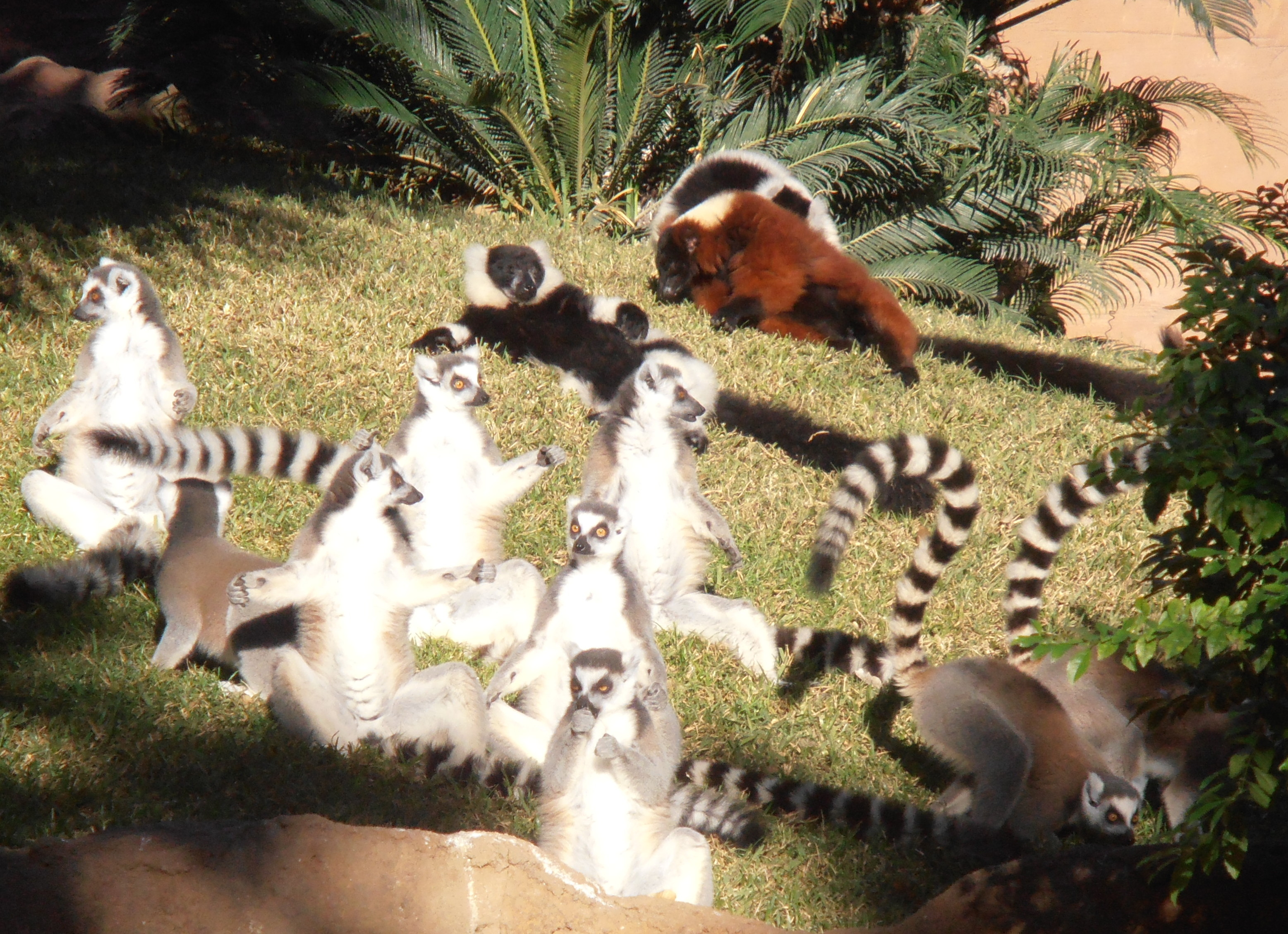
Lemuri al sole

- Lemure dalla coda ad anelli (Lemur catta)
- Lémure macaco (Eulemur macaco macaco)
- Vari bianconero (Varecia variegata variegata)
- Vari rosso (Varecia rubra)
- Cicogna di Abdim (Ciconia abdimii)

### Africa equatoriale

#### Paludi

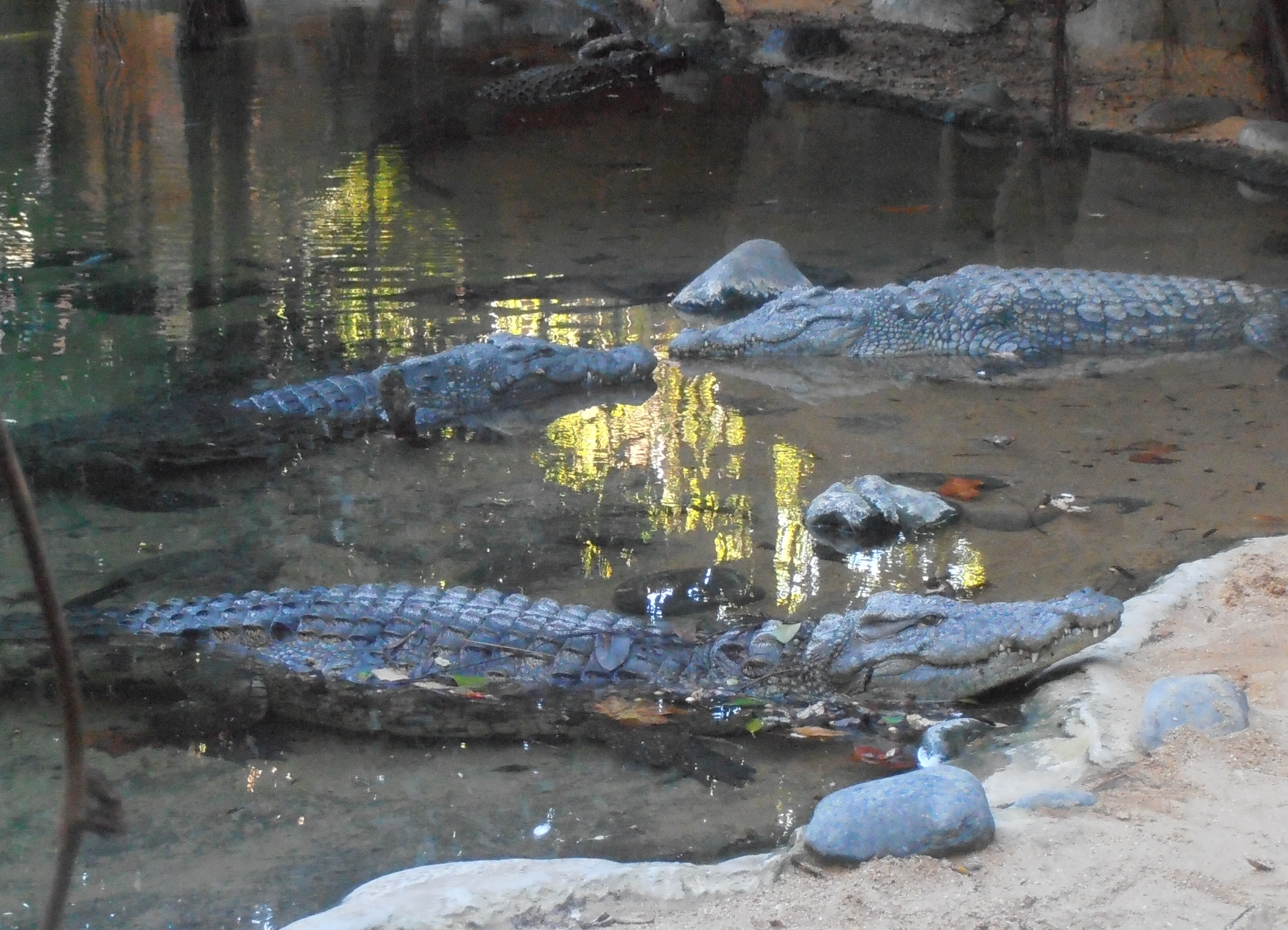
Coccodrilli del Nilo

- Coccodrillo del Nilo (Crocodylus niloticus)
- Fenicottero rosa (Phoenicopterus roseus)
- Fenicottero nano (Phoenicopterus minor)
- Spatola africana (Platalea alba)
- Occhione del capo (Burhinus capensis)
- Oca dal becco bitorzoluto (Sarkidiornis melanotos)
- Alzavola del capo (Anas capensis)
- Germano beccogiallo (Anas undulata)
- Germano di meller (Anas melleri)
- Oca dalle ali azzurre (Cyanochen cyanopterus)
- Sitatunga (Tragelaphus spekii gratus)
- Gru coronata grigia (Balearica regulorum)
- Mitteria del Senegal (Ephippiorhynchus senegalensis)
- Tantalo beccogiallo (Mycteria ibis)
- Faraona vulturina (Acryllium vulturinum)
- Tartaruga dal guscio molle africana (Trionyx triunguis)
- Maylandia lombardoi (Maylandia lombardoi)
- Aulonocara baenschi (Aulonocara baenschi)
- Aulonocara nyassae (Aulonocara nyassae)
- Otaphrynx lithobates (Otaphrynx lithobates)
- Hemichromis lifalili (Hemichromis lifalili)
- Carpa dorata (Carassius auratus)
- Carpa erbivora (Ctenopharyngodon idella)

#### Fiume della selva

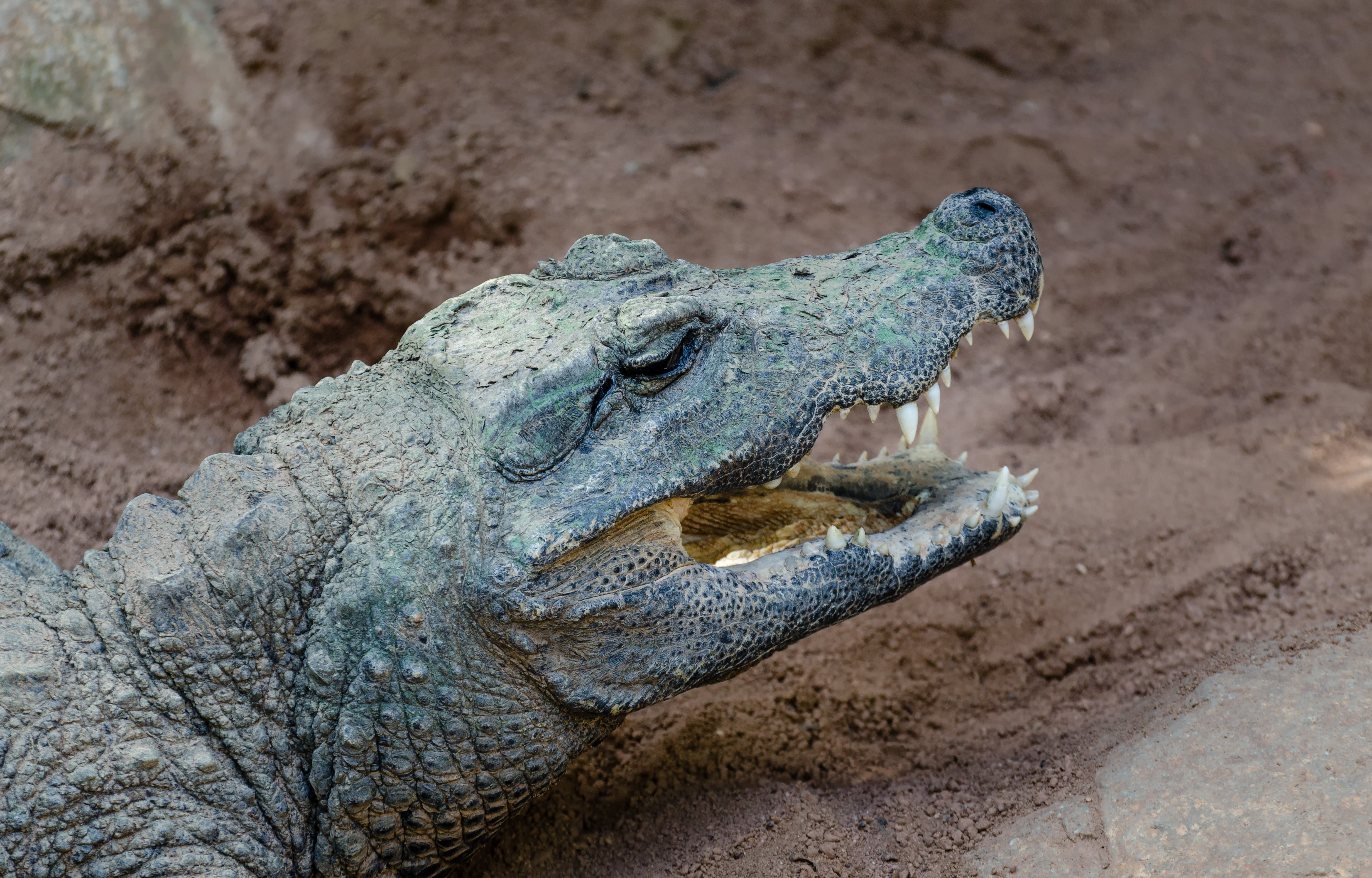
Coccodrillo nano

- Potamochero (Potamochoerus porcus pictus)
- Cefalofo azzurro (Cephalophus monticola schultzi)
- Coccodrillo nano(Osteolaemus tetraspis)
- Ippopotamo pigmeo occidentale (Choeropsis liberiensis liberiensis)
- Oca egiziana (Alopochen aegyptiacus)

#### Tronco caduto
- Suricato (Suricata suricatta)
- Istrice sudafricano (Hystrix africaeaustralis)
- Geco diurno del Madagascar (Phelsuma madagascariensis)
- Pitone reale (Python regius)
- Chiocciola africana gigante (Achatina fulica)
- Millepiedi gigante africano (Archispirostreptus gigas)
- Scorpione iemperatore (Pandinus imperator)
- Blatta fischiante del Madagascar (Gromphadorhina portentosa)

#### Valle del Congo
- Gorila di pianura occidentale (Gorilla gorilla gorilla)
- Cercopiteco di Brazzà (Cercopithecus neglectus)
- Calao terrestre (Bucorvus leadbeateri)
- Oca egiziana (Alopochen aegyptiacus)
- Scimpanzé dell' Africa Centrale (Pan troglodytes troglodytes)
- Servalo (Leptailurus serval)
- Guereza (Colobus guereza kikuyensis)
- Cercopiteco nano del nord (Miopithecus ogouensis)
- Leopardo dello Sri Lanka (Panthera pardus kotiya)
- Carpa dorata (Carassius auratus)
- Carpa erbivora (Ctenopharyngodon idella)

### Asia tropicale

#### Tempio di Angkor

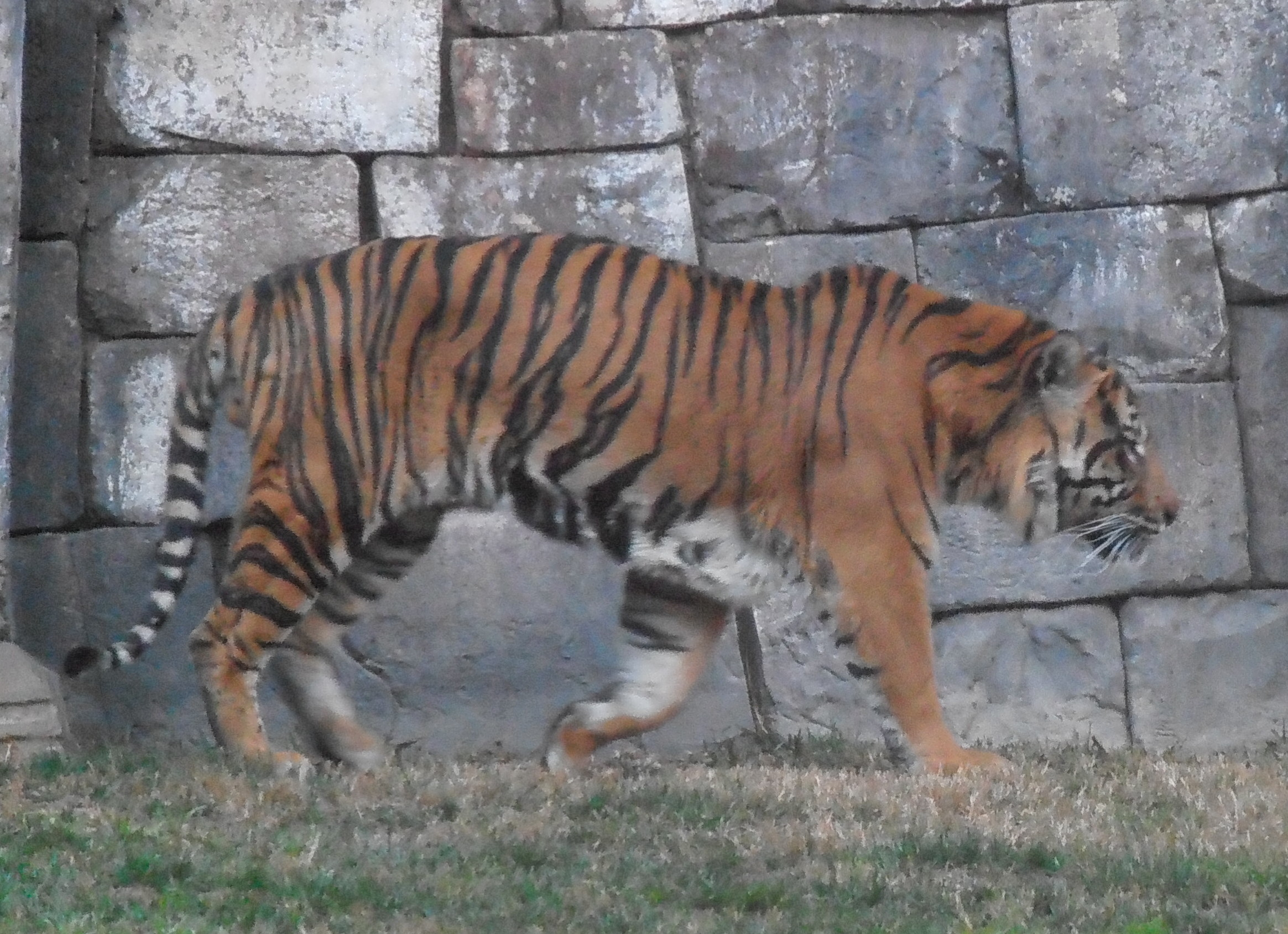
Tigre di Sumatra

- Tigre di Sumatra (Panthera tigris sumatrae)
- Tigre del Bengala bianca (Panthera tigris tigris)[3]

#### Bosco fluviale

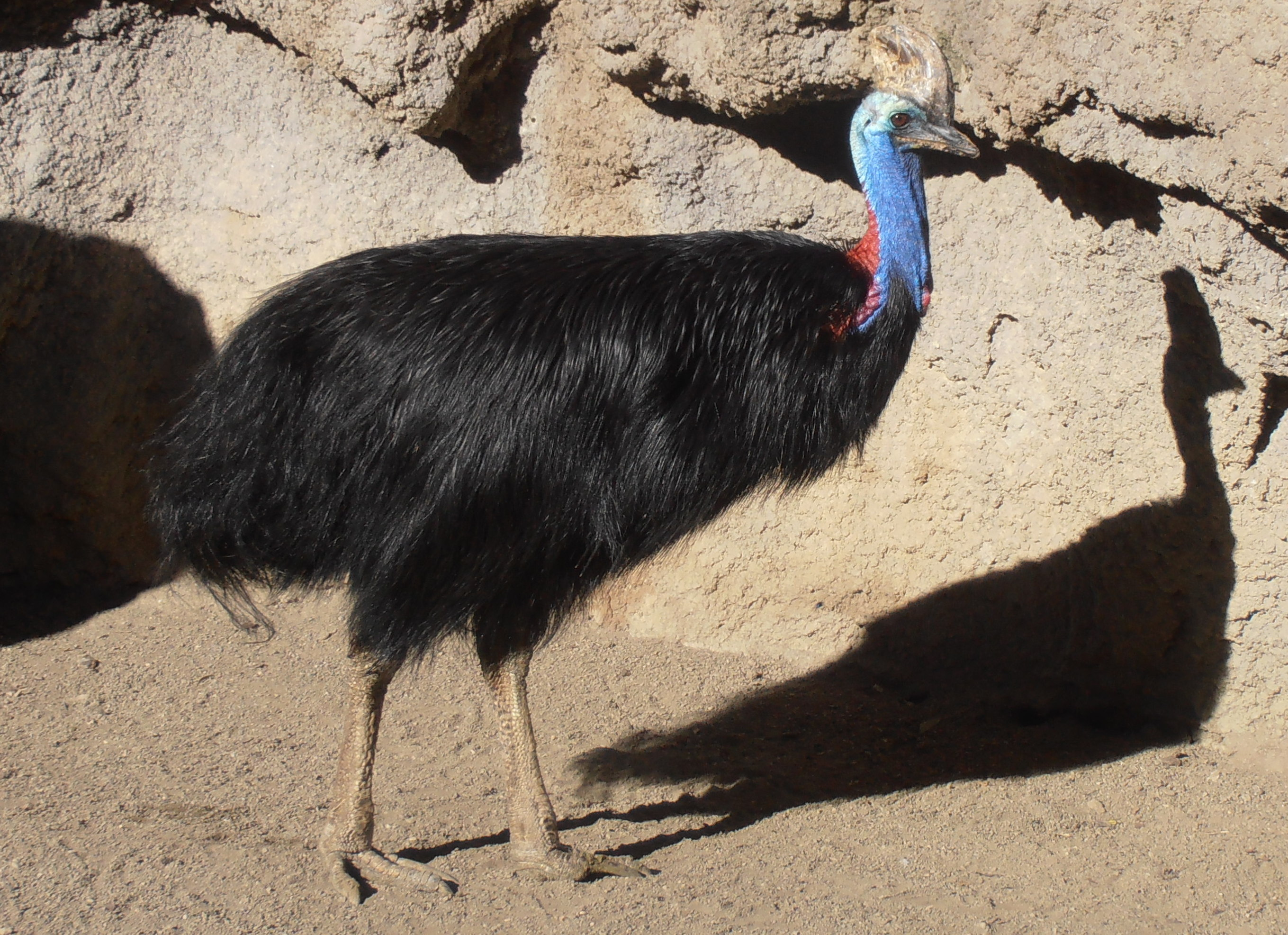
Casuario australiano

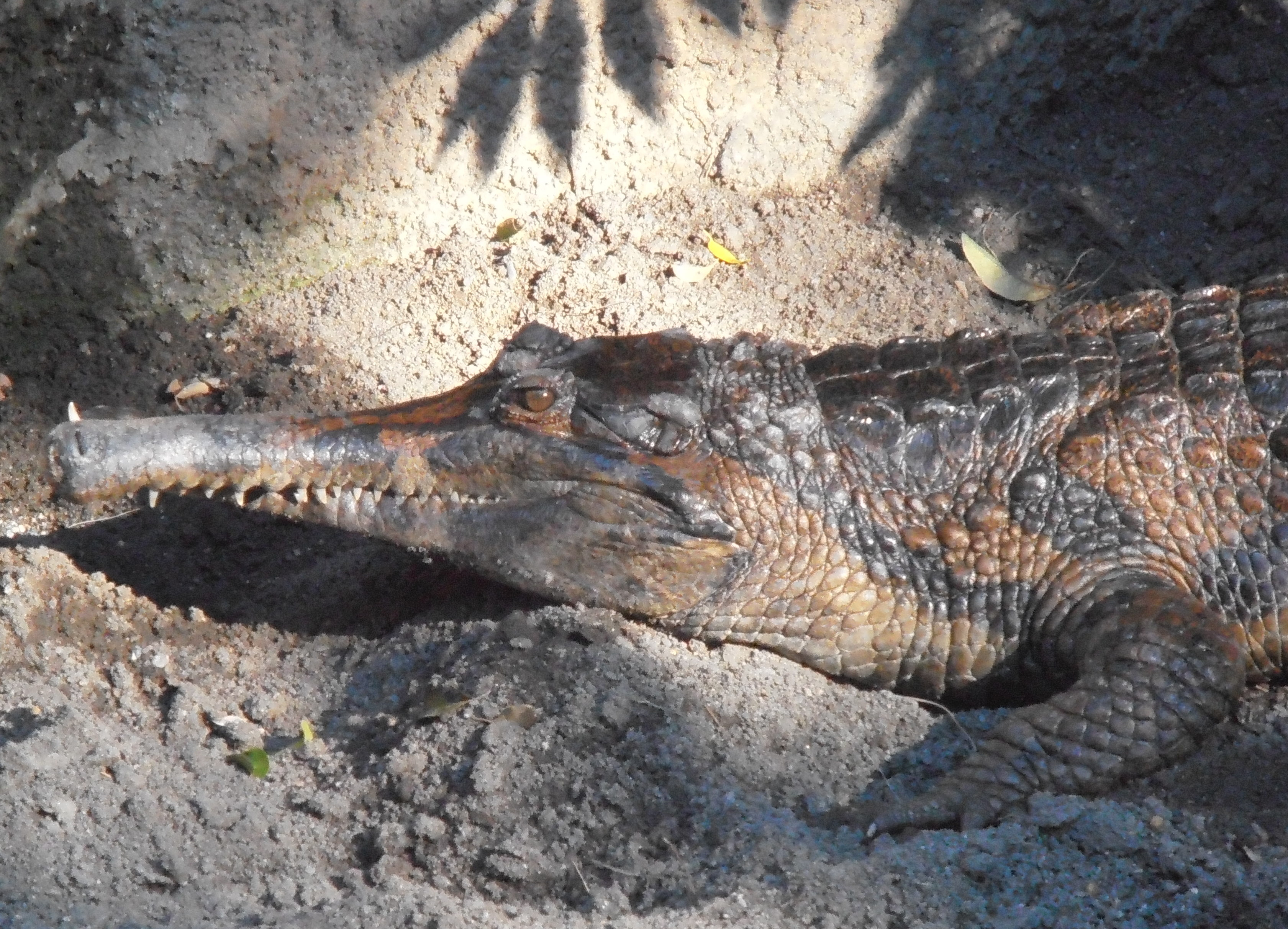
Falso gaviale

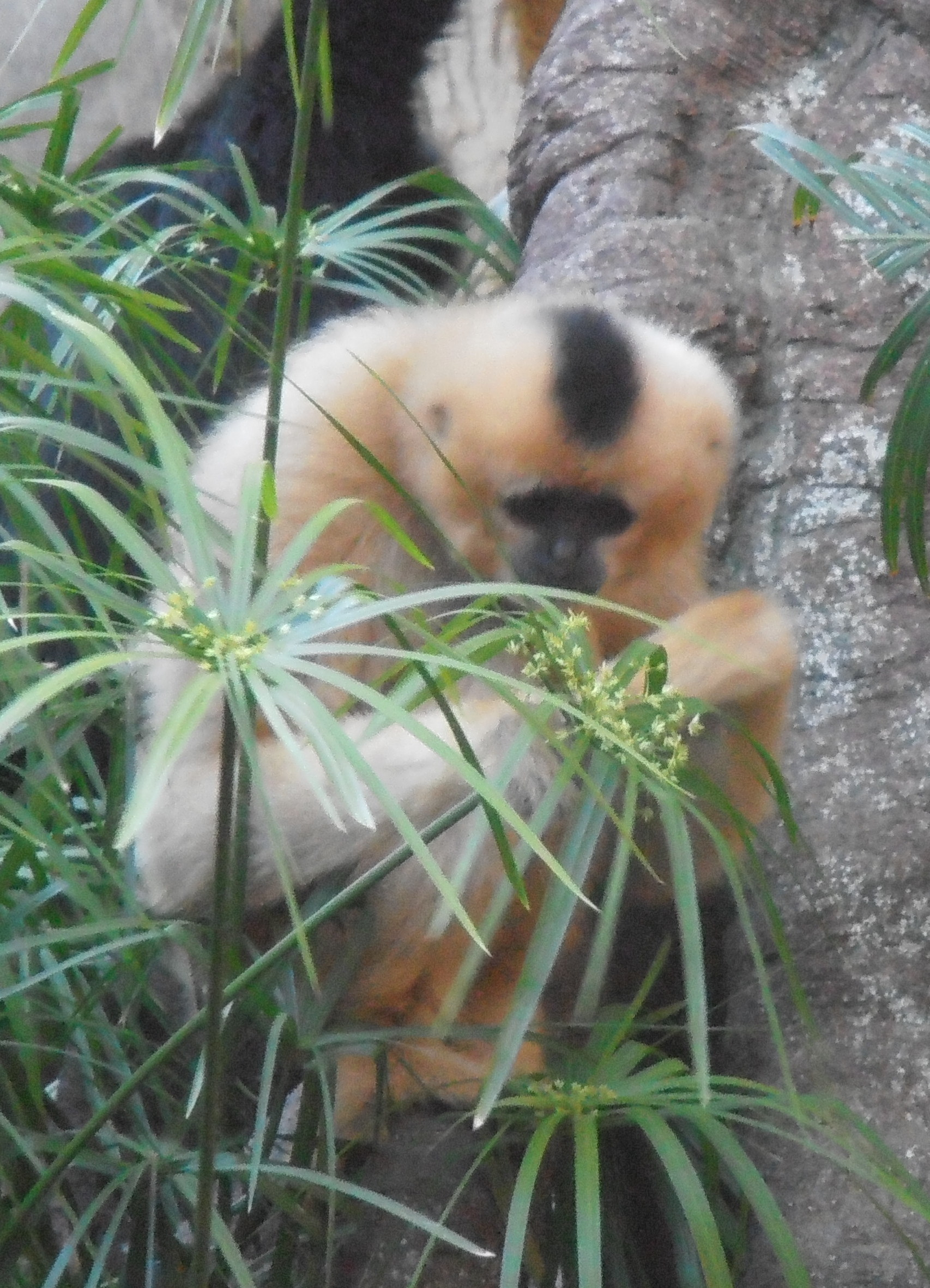
Gibbone dalle guance rosa

- Anatra mandarina (Aix galericulata)
- Anoa di pianura (Bubalus depressicornis)
- Pavone verde (Pavo muticus muticus)
- Binturong (Arctictis binturong)
- Gibbone dalle guance rosa (Nomascus gabriellae)
- Cervo maculato delle Visayas (Rusa alfredi)
- Tapiro asiatico (Tapirus indicus)
- Pellicano bianco (Pelecanus onocrotalus)
- Cormorano dal becco corto (Microcarbo melanoleucos)
- Casarca del ragià (Tadorna radjah)
- Casarca comune (Tadorna ferruginea)
- Oca gazza (Anseranas semipalmata)
- Oca indiana (Anser indicus)
- Muntjak della Cina (Muntiacus reevesi)
- Orango del Borneo (Pongo pygmaeus)
- Cuon (Cuon alpinus)
- Lontra dalle piccole unghie orientale (Aonyx cinerea)
- Casuario australiano (Casuarius casuarius)
- Falso gaviale (Tomistoma schlegelii)
- Tartaruga spinosa (Heosemys spinosa)
- Tartaruga gigante della Malesia (Orlitia borneensis)
- Tartaruga dal naso di porcello (Carettochelys insculpta)
- Barbo di schwanefeld (Barbus schwanefeldi)
- Pangasio (Pangasianodon hypophthalmus)
- Clarias batrachus (Clarias batrachus)
- Maylandia lombardoi (Maylandia lombardoi)
- Aulonocara baenschi (Aulonocara baenschi)
- Aulonocara nyassae (Aulonocara nyassae)
- Otaphrynx lithobates (Otaphrynx lithobates)
- Hemichromis lifalili (Hemichromis lifalili)
- Carpa erbivora (Ctenopharyngodon idella)

#### Chioma degli alberi
- Calao rinoceronte di Giava (Buceros rhinoceros silvestris)
- Scoiattolo di Prevost del Borneo (Callosciurus prevosti borneoensis)
- Scoiattolo di Prevost di Sumatra (Callosciurus prevosti rafflesi)

##### Aviario delle chiome degli alberi
- Pappagallo eclettico (Eclectus roratus)
- Lori nicaviola (Lorius domicellus)
- Lorichetto arcobaleno (Trichoglossus haematodus)
- Lori striegialle (Chalcopsitta sintillata)
- Lori nero (Pseudeos fuscatus)
- Cacatúa delle Tanimbar (Cacatua goffiniana)
- Pavoncella mascherata (Vanellus miles)
- Argo maggiore (Argusianus argus)
- Damigella di Numidia (Anthropoides virgo)

#### Aviario della foresta
- Tragulo di Giava (Tragulus javanicus)
- Argo maggiore (Argusianus argus)
- Fagiano di Edwards (Lophura edwardsi)
- Anatra mandarina (Aix galericulata)
- Pavoncella mascherata (Vanellus miles)
- Piccione delle Nicobare (Caloenas nicobarica)
- Gura meridionale (Goura scheepmakeri)
- Gura occidentale(Goura cristata)
- Martin pescatore dal collare (Todiramphus chloris)
- Storno di Bali (Leucopsar rothschildi)
- Bulbul dai mustacchi rossi (Pycnonotus jocosus)
- Volpe volante indiana (Pteropus giganteus)

#### Miniera abbandonata
- Pitone delle rocce indiano (Python molurus)
- Pitone verde (Morelia viridis)
- Rhacodactylus leachianus (Rhacodactylus leachianus)
- Elaphe taeniura freesi (Elaphe taeniura freesi)
- Insetto foglia secca (Extatosoma tiaratum)
- Insetto stecco indiano (Carausius morosus)
- Tarantola arboricola indiana (Poecilotheria regalis)

#### Mangrovieto

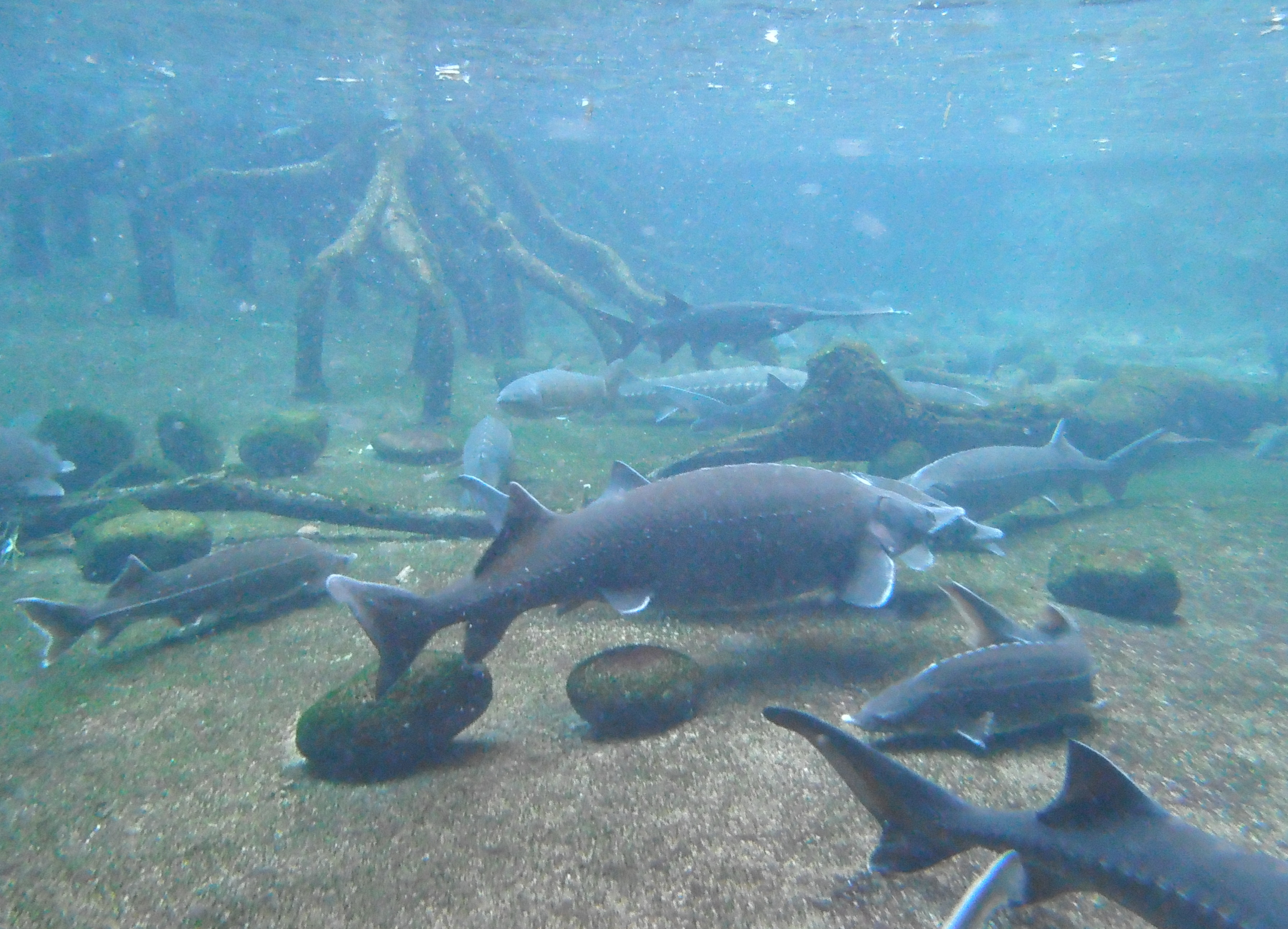
Storioni

- Tartaruga dal collo di serpente di Roti (Chelodina mccordi)
- Botia pagliaccio (Chromobotia macracanthus)
- Scatophagus argus (Scatophagus argus)
- Pesce luna malese (Monodactylus argenteus)
- Pesce arciere (Toxotes jaculatrix)
- Pesce spatola americano (Polyodon spathula)
- Potamotrygon motoro (Potamotrygon motoro)
- Periophthalmatus argentilineatus (Periophthalmatus argentilineatus)
- Storione ladano (Huso huso)
- Storione cobice (Acipenser naccarii)
- Sterleto (Acipenser ruthenus)
- Storione del Danubio (Acipenser gueldenstaedtii)
- Storione siberiano (Acipenser baerii)
- Pesce ventosa (Gyrinochelius aymoneiri)
- Pesce palla asiatico (Tetraodon nigroviridis)
- Moretta (Aythya fuligula)

#### Esposizione di anfibi
- Typhlonectes natans (Typhlonectes natans)
- Mantella dorada (Mantella aurantiaca)
- Mantella verde (Mantella viridis)
- Dendropsophus leucophyllatus (Dendropsophus leucophyllatus)
- Xenopo liscio (Xenopus laevis)
- Scaphiophryne marmorata (Scaphiophryne marmorata)
- Rana lemure dai fianchi rossi (Phyllomedusa hypochondrialis)
- Rana dorata (Phyllobates terribilis)
- Rospo delle baleari (Alytes muletensis)
- Alytes dickhilleni (Alytes dickhilleni)
- Tylototriton shanjing (Tylototriton shanjing)

### Radura della foresta
- Avvoltoio delle palme (Gypohierax angolensis)
- Aceros undulatus (Aceros undulatus)
- Armadillo villoso maggiore (Chaetophractus villosus)
- Pecari dal collare (Pecari tajacu)
- Tucano toco (Ramphastos toco)
- Urubù (Coragyps atratus)
- Dacelo novaeguineae (Dacelo novaeguineae)
- Lontra dalle piccole unghie orientale (Aonyx cinereus)
- Istrice sudafricano (Hystrix africaeaustralis)
- Turaco violetto (Musophaga violacea)
- Moffetta comune(Mephitis mephitis)
- Servalo (Leptailurus serval)
- Volpe rossa (Vulpes vulpes)

### Rovine dell'Impero Khmer

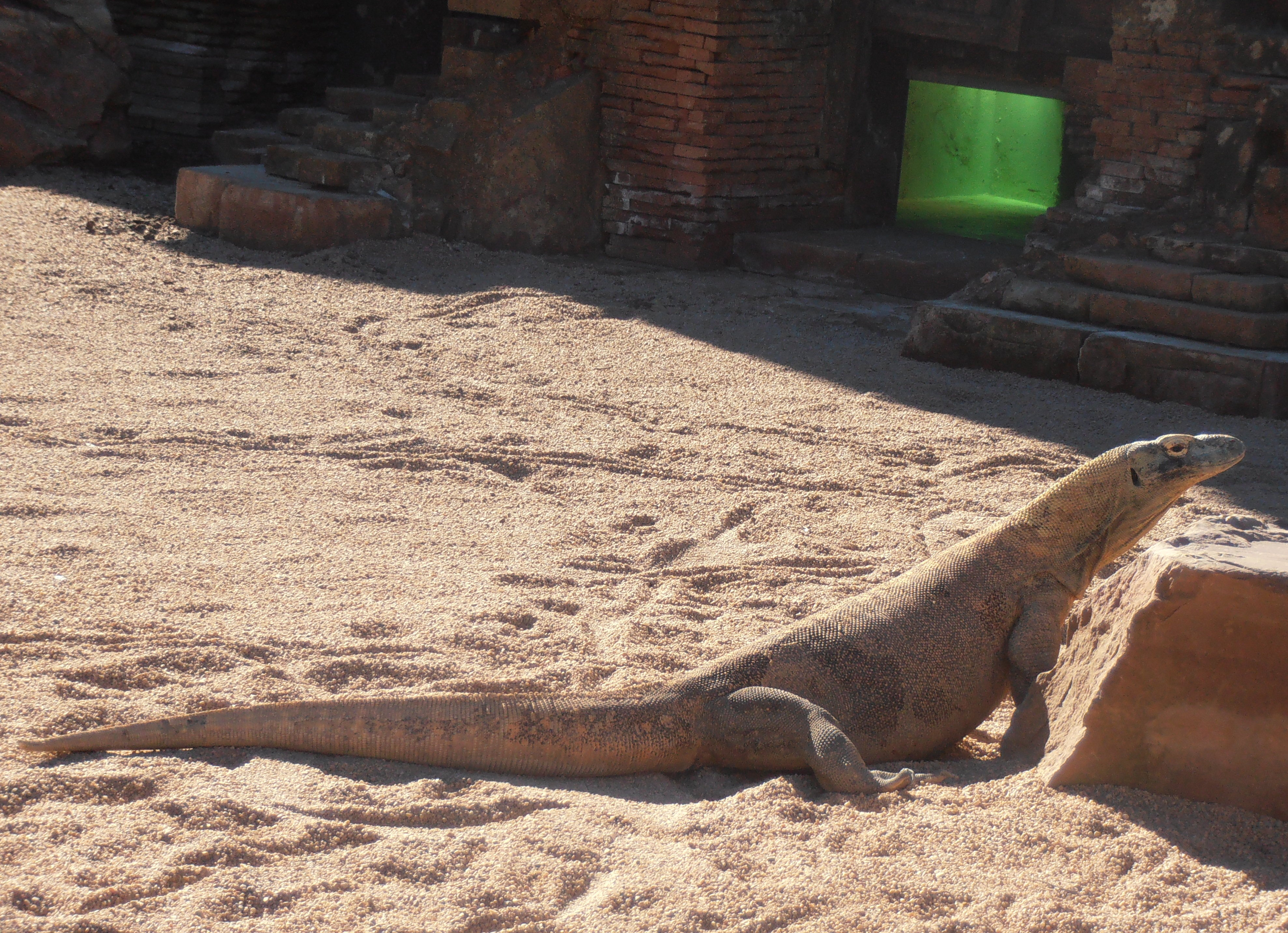
Varano di Komodo

- Drago di Komodo (Varanus komodoensis)
- Cervo maculato delle Visayas (Rusa alfredi)

### Aviario tra le rovine
- Bucero maggiore (Buceros bicornis)
- Cyanocitta cristata (Cyanocitta cristata)
- Storno di Bali (Leucopsar rothschildi)

### Tempio delle tartarughe
- Tartaruga gigante delle Galapagos (Chelonoidis niger)
- Iguana rinoceronte (Cyclura cornuta)

### Terrari del tempio
- Varano arboricolo smeraldino (Varanus prasinus)
- Varano vario (Varanus varius)
- Varano coccodrillo (Varanus salvadorii)
- Pitone reticolato (Malayopython reticulatus)
- Pitone acquatico di Timor (Liasis mackloti savuensis)